# Ovidiu Buidoso
Ovidiu Buidoso (né le 13 juillet 1987 à Bocșa dans le raion de Falești en Moldavie) est un gymnaste roumain.